# Manuel Patricio Rojas
Manuel Patricio Rojas (Buenos Aires, Virreinato del Río de la Plata, 16 de marzo de 1792 - Buenos Aires, Argentina, 26 de mayo de 1855), hijo de Juan de Rojas Noguera y Juana Josepha de la Santísima Trinidad Argerich del Castillo y Burgués;  fue militar argentino que se destacó en la guerra de independencia –particularmente en la expedición libertadora del Perú– y en las guerras civiles de su país.

## El Ejército del Norte
Era hermano de los coroneles Juan Ramón, Fernando Rojas, José María Rojas Argerich y del sargento mayor Pedro Nolasco Rojas. Fue cadete del Batallón de Montañeses en 1807 y pasó luego de la revolución de 1809 al Regimiento de Patricios.
Formó en la Primera expedición auxiliadora al Alto Perú, y capturó personalmente al obispo Rodrigo de Orellana. Combatió en las batallas de Cotagaita, Suipacha y Huaqui. Tras la derrota, sofocó en Cochabamba una rebelión de las tropas de la división de Eustoquio Díaz Vélez del Ejército del Norte; se vio obligado a dejar que la ciudad fuera ocupada por los realistas. De regreso combatió en Nazareno, Las Piedras, Tucumán y Salta, destacándose por su valor y capacidad. Fue enviado a Buenos Aires con el parte de esa última victoria y con los trofeos de guerra. Regresó al norte y participó en las batalla de Vilcapugio y Ayohuma.
Fue ayudante del nuevo jefe del Ejército del Norte, José de San Martín, y participó en la tercera campaña al Alto Perú. Luchó en Puesto del Marqués y en el desastre de Sipe Sipe, como ayudante del jefe de Estado Mayor, general Francisco Fernández de la Cruz.
Cuando Manuel Belgrano asumió el mando del Ejército, en 1816, se deshizo de los oficiales que consideraba faltos de disciplina, entre los que incluyó a Rojas; lo envió a Buenos Aires, donde fue edecán del Director Juan Martín de Pueyrredón.

## El Ejército de los Andes
Fue enviado por éste ante el gobierno de Montevideo, dirigido por Miguel Barreiro, que había pedido ayuda para enfrentar la invasión portuguesa. Llevaba órdenes de exigir que todas las fuerzas de Artigas se pusieran completamente a órdenes del Directorio. Como el caudillo no aceptó las condiciones humillantes, la ayuda nunca fue enviada. Rojas fue enviado ante el general invasor Carlos Federico Lecor, solamente a efectos de informarse sobre sus intenciones.
Se incorporó al Ejército de los Andes en Chile, en enero de 1819. Participó de la expedición al Perú del año siguiente, con el grado de coronel.
Poco después del desembarco en la bahía de Paracas, fue el comandante de la división de los granaderos que logró la pequeña victoria de Nazca, y fue el segundo jefe de la primera campaña de la Sierra del general Arenales. A sus órdenes se destacaron los oficiales Juan Lavalle, Federico Brandsen y José Videla Castillo. Su división fue la única de caballería que llegó a combatir en la batalla de Pasco. Fue nombrado gobernador de Pasco por el general vencedor.
Tras bajar a la costa debido al contraataque realista, fue nombrado jefe de Estado Mayor en la segunda campaña a la Sierra. Después reemplazó al renunciante Las Heras durante el sitio a las fortalezas del Callao, hasta recibir la rendición de estas, en septiembre de 1821.
Fue secretario de la misión diplomática enviada por San Martín ante el gobierno independiente de Guayaquil. Tuvo un entredicho público con el general Bolívar, antecedente que complicó la entrevista de Guayaquil entre éste y San Martín; abandonó la ciudad junto con San Martín, al día siguiente de la entrevista.
Más tarde fue gobernador de la provincia de Piura. Su último cargo en el Perú fue el de comandante de la fortaleza de El Callao.

## Las guerras civiles
Regresó a Buenos Aires y pasó al Ejército de Observación, que controlaba las fronteras entrerrianas durante la campaña de los Treinta y Tres Orientales, pero regresó a Buenos Aires antes del inicio de la Guerra del Brasil.
Ocupó puestos secundarios durante el gobierno de Manuel Dorrego, y se unió a la revolución de Juan Lavalle en diciembre de 1828. Combatió en las batallas de Navarro y Puente de Márquez como jefe de un regimiento de infantería. Tras la derrota de los unitarios pidió el retiro militar por enfermedad, pero no le fue concedido. Permaneció en inactividad hasta 1835, en que fue dado de baja por orden del gobernador Juan Manuel de Rosas.
En 1837 emigró a Montevideo, donde fue el primer presidente de la Comisión Argentina de emigrados, formada por unitarios como federales antirrosistas, a los que se sumaron más tarde los jóvenes románticos de la generación del 37. Pronto fue reemplazado por Valentín Alsina. No participó en las guerras civiles Uruguayas.
Al iniciarse el sitio de Montevideo en 1843, participó en la defensa como jefe del servicio de telégrafos, cargo que ocupó sólo unos años. Pasó varios años dedicado al comercio en la ciudad.
Regresó a Buenos Aires en 1850. Se reintegró al ejército porteño después de la batalla de Caseros y fue miembro del tribunal militar. El gobernador Manuel Guillermo Pinto lo nombró ministro de guerra, pero no aceptó. Fue el encargado de dirigir los festejos del 25 de mayo de 1857, durante los cuales contrajo una enfermedad de la que falleció a fines de ese mes.
Dejó escritas para ser publicadas póstumamente unas "Memorias sobre la guerra de independencia en el Perú y sobre la guerra del Brasil".